# Буш Лорен, Лорен
Ло́рен Пирс Буш Лоре́н (англ. Lauren Pierce Bush Lauren; род. 25 июня 1984, Денвер, США) — американская модель и дизайнер. Соучредитель, генеральный и креативный директор «FEED Projects». Она является внучкой бывшего президента Джорджа Буша-старшего и племянницей экс-президента США Джорджа Буша-младшего.

## Биография и карьера
Лорен окончила среднюю школу в техасском городе Хьюстон, как и её сестра Эшли, и брат Пирс. Затем она начала изучать моду и дизайн в Парсонской школе дизайна и колледже искусства и дизайна Св. Мартина. В 2006 году Лорен окончила Принстонский университет со степенью бакалавра по специальности «антропология».
При росте 168 см, Лорен начала работать моделью. Она появилась на обложках таких журналов, как «Vogue» и «Vanity Fair», а также в рекламе одежды «Tommy Hilfiger». Буш рекламировала также марку «Abercrombie & Fitch» и работала с дизайнерами Гаем Маттиоло и Айзеком Мизрахи. Лорен появилась и на телевидении, она сыграла в одной из серий сериала «Друзья». Кроме того, она занималась благотворительностью и, в студенческие годы была одним из послов доброй воли в Чаде в рамках Всемирной продовольственной программы ООН.
В 2007 году Буш стала соучредителем «FEED Projects» совместно с Эллен Густафсон. «FEED Projects» изготавливает сумки, вся прибыль от продаж которых будет перечислена в фонд Всемирной продовольственной программы ООН. Сумки FEED изготовлены из 100%-но органических, этически приемлемых материалов. Проект направлен, что обеспечить обедами 1 школьника в течение года. Лорен также создала программу «FEED USA», направленную на оздоровление школьного питания в США.
11 сентября 2008 года Буш запустила свою линию одежды, под названием «Lauren Pierce».

## Личная жизнь
С 4 сентября 2011 года Лорен замужем за предпринимателем Дэвидом Лореном, с которым она встречалась 7 лет до их свадьбы. У супругов три сына — Джеймс Ричард Лорен (род. 21.11.2015), Макс Уокер Лорен (род. 19.04.2018) и Роберт Роки Лорен (род. 10.04.2021).